# ماسایا نیشیتانی
ماسایا نیشیتانی (انگلیسی: Masaya Nishitani؛ زادهٔ ۱۶ سپتامبر ۱۹۷۸) بازیکن فوتبال اهل ژاپن است.
از باشگاه‌هایی که در آن بازی کرده‌است می‌توان به باشگاه فوتبال اوراوا رد دیاموندز، باشگاه فوتبال ویسل کوبه، باشگاه فوتبال کونسادول ساپورو، و باشگاه فوتبال سرزو اوساکا اشاره کرد.